# Gornje Žešće
Gornje Žešće je naseljeno mjesto u općini Foča-Ustikolina, Federacija BiH, BiH. Popisano je kao samostalno naselje na popisu 1961., a na kasnijim popisima ne pojavljuje se, jer je 1962. pripojeno Previlima (Sl.list NRBiH, br.47/62).

## Stanovništvo
| Narod     | Popis 1961. |
| --------- | ----------- |
| Hrvati    |             |
| Muslimani | 60          |
| Srbi      | 153         |
| ostali    |             |
| Ukupno    | 213         |